# Myotis dieteri
Myotis dieteri is een vleermuis uit het geslacht Myotis waarvan slechts één exemplaar bekend is. Dat is in de jaren 60 van de 20e eeuw gevangen in de Grotte du Viaduc à Loudima (04*15'ZB, 13*00'OL) in Congo-Brazzaville. In de grot leefden ook Rhinolophus landeri landeri en Nycteris macrotis macrotis. De beschrijver suggereert een IUCN-beschermingsstatus van "CR" (kritiek), omdat hij maar in één grot is gevangen en niet in allerlei andere grotten waar naar vleermuizen is gezocht.
Het is een van de kleinste Myotis-soorten van Afrika. De rugvacht is bruin, de buikvacht grijsachtig. Het gezicht is bruin. De vleugels zijn zeer donker van kleur. De tibia is onbehaard. De achtervoeten zijn lang. De totale lengte bedraagt 86 mm, de staartlengte 38 mm, de tibialengte 17 mm, de achtervoetlengte 11 mm, de oorlengte 10 mm, de voorarmlengte 37 mm, de duimlengte 6,7 mm.